# Ахмад II аль-Муаяд
Аль-Муаяд Шіхаб ад-Дін Ахмад (араб. المؤيد شهاب الدين أحمد بن إينال; нар. 1430) — мамелюкський султан Єгипту з династії Бурджитів.
Син Інала та Хованд Зейнаб бінт Хасбека. Народився в Каїрі 1430 року. Після того, як батько став султаном призначається еміром аль-хаджем (командувачем паломництва до Мекки). 3 лютого 1461 року його батько захворів й вирішив відмовитися від владу на користь Ахмада. Останнього було оголошено султаном 25 лютого, наступного дня Інал помер. 
Ахмад II правив чотири місяці, перш ніж мирно зрікся престолу 28 червня внаслідок тиску з боку могутніх мамлюцьких угруповань Захіритів, Ашрафітів, Насирітів та його власних Муаядитів на чолі із Хушкадамом, який став султаном замість Ахмада. Останнього було ув'язнено разом з братом Мухаммедом  аль-Насрі в Александрії, доки його не звільнили під час правління Тимур-буги в 1467 році.
Султан Кайтбей дозволив Ахмаду повернутися до Каїра разом зі своїм сином Алі, коли його мати захворіла в 1479 році. Пізніше він повернувся до Александрії та мешкав там до своєї смерті 28 січня 1488 року.
Його єдиною відомою дружиною була донька Сулеймана, бея Дулкадірідів. 